# Bucsuta, Zala
Bucsuta  este un sat în districtul Letenye, județul Zala, Ungaria, având o populație de 218 locuitori (2011). 

## Demografie
Componența etnică a satului Bucsuta
     Maghiari (96,05%)
     Romi (3,95%)
Componența confesională a satului Bucsuta
     Romano-catolici (89,45%)
     Fără religie (2,29%)
     Reformați (1,38%)
     Necunoscută (6,88%)
Conform recensământului din 2011, satul Bucsuta avea 218 locuitori. Din punct de vedere etnic, majoritatea locuitorilor (96,05%) erau maghiari, cu o minoritate de romi (3,95%).  Din punct de vedere confesional, majoritatea locuitorilor (89,45%) erau romano-catolici, existând și minorități de persoane fără religie (2,29%) și reformați (1,38%). Pentru 6,88% din locuitori nu este cunoscută apartenența confesională.